# Dasyatis multispinosa
Dasyatis multispinosa  (лат.) — вид рода хвостоколов из семейства хвостоко́ловых отряда хвостоколообразных надотряда скатов. Они обитают в субтропических водах северо-западной части Тихого океана. Грудные плавники этих скатов срастаются с головой, образуя ромбовидный диск, ширина которого превышает длину. Подобно прочим хвостоколообразным Dasyatis multispinosa размножаются яйцеживорождением. Эмбрионы развиваются в утробе матери, питаясь желтком и гистотрофом. . 

## Таксономия и филогенез
Впервые Dasyatis multispinosa был научно описан в 1959 году как Urolophoides multispinosus. Некоторые автора считают Dasyatis multispinosa и Dasyatis matsubarai синонимами. Видовой эпитет происходит от слов лат. multi  — «много» и лат. spinosus  — «тернистый».

## Ареал и места обитания
Dasyatis multispinosa обитают в северо-западной части Тихого океана у берегов Японии, в том числе в Японском море.

## Описание
Грудные плавники этих скатов срастаются с головой, образуя ромбовидный плоский диск. Позади глаз расположены брызгальца. На вентральной поверхности диска имеются 5 жаберных щелей, рот и ноздри. Между ноздрями пролегает лоскут кожи с бахромчатым нижним краем. Зубы выстроены в шахматном порядке и образуют плоскую поверхность. Как и у других хвостоколов на дорсальной поверхности в центральной части хвостового стебля расположен зазубренный шип, соединённый протоками с ядовитой железой. Иногда у скатов бывает 2 или 3 шипа. Периодически шип обламывается и на их месте вырастает новый. Длина шипа и количество зазубрин у самцов в среднем составляет 6,5 см и 90, а у самок 7,7 см и 87 соответственно.

## Биология
Подобно прочим хвостоколообразным Dasyatis multispinosa относится к яйцеживородящим рыбам. Эмбрионы развиваются в утробе матери, питаясь желтком и гистотрофом. 

## Взаимодействие с человеком
Dasyatis multispinosa не являются объектом целевого лова. Попадаются в качестве прилова при коммерческом промысле с использованием донных тралов. Данных для оценки Международным союзом охраны природы статуса сохранности вида недостаточно. 